# Fandango!
«Fandango!» — четвертий студійний альбом американського рок-гурту ZZ Top, випущений 18 квітня 1975 року лейблом «London Records».

## Про альбом
Усі треки були написані Біллі Гіббонсом, Дасті Гіллом та Френком Бірдом.

## Список композицій
| Перша сторона | Перша сторона | Перша сторона                                                                                                  | Перша сторона             | Перша сторона                    |
| #             | Назва | Автор | Головний вокал            | Тривалість                       |
| ------------- | --- | --- | ------------------------- | -------------------------------- |
| 1.            | «Thunderbird» (Live) | Біллі Гіббонс, Дасті Гілл, Френк Бірд                                                                          | Біллі Гіббонс             | 4:10                             |
| 2.            | «Jailhouse Rock» (Live) | Джеррі Лейбер, Майк Столлер                                                                                    | Дасті Гілл                | 2:01                             |
| 3.            | «Backdoor Medley" (Live) - "Backdoor Love Affair" - "Mellow Down Easy" - "Backdoor Love Affair No. 2" - "Long Distance Boogie» | Біллі Гіббонс, Дасті Гілл, Френк Бірд - Біллі Гіббонс, Білл Гем - Віллі Діксон - Біллі Гіббонс - Джон Лі Гукер | Біллі Гіббонс, Дасті Гілл | 9:45 - 0:40 - 4:03 - 2:00 - 3:02 |

| Друга сторона | Друга сторона                | Друга сторона                         | Друга сторона             | Друга сторона |
| #             | Назва                        | Автор                                 | Головний вокал            | Тривалість    |
| ------------- | ---------------------------- | ------------------------------------- | ------------------------- | ------------- |
| 4.            | «Nasty Dogs and Funky Kings» | Біллі Гіббонс, Дасті Гілл, Френк Бірд | Біллі Гіббонс             | 2:37          |
| 5.            | «Blue Jean Blues»            | Біллі Гіббонс, Дасті Гілл, Френк Бірд | Біллі Гіббонс             | 4:42          |
| 6.            | «Balinese»                   | Біллі Гіббонс, Дасті Гілл, Френк Бірд | Дасті Гілл                | 2:37          |
| 7.            | «Mexican Blackbird»          | Біллі Гіббонс, Дасті Гілл, Френк Бірд | Біллі Гіббонс             | 3:04          |
| 8.            | «Heard It on the X»          | Біллі Гіббонс, Дасті Гілл, Френк Бірд | Біллі Гіббонс, Дасті Гілл | 2:23          |
| 9.            | «Tush»                       | Біллі Гіббонс, Дасті Гілл, Френк Бірд | Дасті Гілл                | 2:14          |

| 2006 remastered version bonus tracks | 2006 remastered version bonus tracks | 2006 remastered version bonus tracks  | 2006 remastered version bonus tracks | 2006 remastered version bonus tracks |
| #                                    | Назва                                | Автор                                 | Головний вокал                       | Тривалість                           |
| ------------------------------------ | ------------------------------------ | ------------------------------------- | ------------------------------------ | ------------------------------------ |
| 10.                                  | «Heard it on the X» (Live)           | Біллі Гіббонс, Дасті Гілл, Френк Бірд | Біллі Гіббонс, Дасті Гілл            | 2:36                                 |
| 11.                                  | «Jailhouse Rock» (Live)              | Джеррі Лейбер, Майк Столлер           | Дасті Гілл                           | 1:52                                 |
| 12.                                  | «Tush» (Live)                        | Біллі Гіббонс, Дасті Гілл, Френк Бірд | Дасті Гілл                           | 3:42                                 |